# Antonina Jachowiczowa
Antonina Jachowiczowa z d. Ośniałowska (ur. 1806, zm. 9 stycznia 1871 w Warszawie) – literatka, autorka książek dla dzieci.
Młodość jej nie jest bliżej znana. Wiadomo, że kształciła się na którejś z warszawskich pensji. W 1833 r. wyszła za mąż za Stanisława Jachowicza, literata, autora utworów dla dzieci. Pisała do czasopism, m.in. do „Pierwiosnka”. Wydała 4 książki dla dzieci, niesygnowane pełnym nazwiskiem i imieniem:
- Ciotka dobra i dzieci osierocone, powieść moralna przez A.
- Pierwsze nauczki dla Tadzia przez Antoninę J.[1]
- Przewodnik dla wieku dziecinnego na cały rok przez Antoninę J.[2]
- Abecadło polskie z kwiateczkami dla dzieci lubiących takowe pielęgnować przez Antoninę J.[3]

Była także malarką, w Towarzystwie Zachęty Sztuk Pięknych wystawiała swe obrazy, przeważnie przedstawiające kwiaty. 
Wraz z mężem udzielała się w Warszawskim Towarzystwie Dobroczynności, przez 18 lat była opiekunką ochronki. Owdowiała w 1857 roku, zmarła 9 stycznia 1871 roku; 12 stycznia została pochowana na Cmentarzu Powązkowskim.